# Odalisque bleue
Odalisque bleue – ou L'Esclave blanche – est un tableau réalisé entre 1921 et 1922 par le peintre français Henri Matisse. Cette huile sur toile est un nu féminin de la série des Odalisques. Elle représente une odalisque debout devant un paravent bleu, un bras levé derrière son cou. Passée par la galerie Bernheim-Jeune, l'œuvre entre ensuite dans la collection Jean Walter et Paul Guillaume et est depuis son rachat en 1959 conservée au musée de l'Orangerie.